# At-Tahrim
At-Tahrim (arabisch التحريم at-Taḥrīm ‚Das Verbot‘) ist die 66. Sure des Korans, sie enthält 12 Verse. Ihr Titel bezieht sich auf den ersten Vers. 
Sie wurde in Medina verkündet. Ihre verschiedenen Abschnitte stammen aus den späteren Jahren nach der Auswanderung und beziehen sich offensichtlich auf Schwierigkeiten, die in der Familie Mohammeds entstanden sind, insbesondere auf Auseinandersetzungen zwischen Hafsa und Aischa. Vers 4 ist eine von nur drei Koranstellen, in denen der Erzengel Gabriel namentlich erwähnt wird. Als Beispiele für die Haltung der Ungläubigen werden in Vers 10 die Frau Noachs und die Frau Lots angeführt. Als Beispiele für die Haltung der Gläubigen erscheinen in Vers 11 und 12 die Frau des Pharao und Maria, die Mutter Jesu, die hier als „Tochter Imrans“ bezeichnet wird.